# Джеймс Шерман
Джеймс Скулкрафт Шерман (англ. James Schoolcraft Sherman; нар. 24 жовтня 1855, Ютіка, Нью-Йорк, США — пом. 30 жовтня 1912, Ютіка, Нью-Йорк, США) — американський політик, член Республіканської партії, віцепрезидент США в період з 1909 по 1912 рік.

## Біографія
Шерман народився в 1855 році в американському місті Ютіка, штат Нью-Йорк. В 1878 році закінчив коледж Гамільтона і протягом двох років навчався юриспруденції, після чого в 1880 році зайнявся адвокатською практикою. В 1884 році обійняв посаду мера Ютіки. Бувши членом Республіканської партії, в 1886 він був обраний до Конгресу представником штату Нью-Йорк. У 1890-му він поступився своїм місцем Генрі Бентлі, однак знову був переобраний у Палату представників два роки по тому і пропрацював у ній ще 16 років.
В 1908 році Шерман був обраний віце-президентом за президентства Вільяма Тафта. Він став віце-президентом 4 березня 1909 року і перебував на цій посаді до кінця життя. Бувши номінований Республіканською партією на другий термін (знову в парі з Тафтом), Шерман помер за тиждень до виборів 1912 від хвороби нирок, але його ім'я залишилося у виборчому бюлетені на всенародному голосуванні (у разі перемоги республіканців Колегія виборщиків обрала б іншу особу). У тому 1913 році посаду віце-президента посів демократ Томас Маршалл, який виграв вибори разом з президентом Вудро Вільсоном.
Джеймс Шерман залишається останнім американським віце-президентом, який помер під час виконання терміну своїх повноважень. Похований на кладовищі в Ютіці.